# Diarium
Ett diarium är ett register hos en organisation, där inkommande, utgående och upprättade handlingar registreras. Handlingar anses upprättade när de expedierats eller, för handlingar som inte expedieras, när ärendet de tillhör avslutas. Diarier är vanligast hos statliga och kommunala myndigheter, men förekommer även inom näringslivet och ideella organisationer. Ordet kommer från latinets diarium, dagbok. Diarium har tidigare använts som en beteckning för dagbok i allmänhet, eller för anteckningar om viktiga händelser som fördes i till exempel kloster. I demokratier har allmänheten ofta tillgång till och insyn i diarierna enligt offentlighetsprincipen, ibland med undantag för sekretessbelagda diarier. 
Ett diarium kan vara uppdelat i en avdelning för handlingar som kommer in till myndigheten (inkommande diarium) och en avdelning för handlingar som sänds från myndigheten (utgående diarium), men det vanligaste i dag är ett samlat diarium för alla typer av handlingar. Begreppet "registratur" avsåg från början en kronologiskt ordnad serie avskrifter av handlingar som utgått från myndigheten, begreppet används också ofta för den funktion som har hand om registreringen av handlingar istället för expedition. Diariet är numera oftast datoriserat och kan ingå som en del i ett ärendehanteringssystem, ett datorbaserat system för att registrera handlingar, beslut, påminnelser med mera.
Registreringen av en inkommen eller utgående handling kallas diarieföring. Vid diarieföringen antecknas datum, handlingens typ, innehåll, avsändare eller mottagare med mera, samt vid behov till vilket ärende handlingen hör. Den som registrerar eller ansvarar för registreringen kallas registrator.
I Sverige finns bestämmelser om diarieföring bland annat i Offentlighets- och sekretesslagens 5:e kapitel.

## Diariebeteckning och diarieplan
Olika ärenden åtskiljs i diariet genom att de tilldelas diarienummer i löpande kronologisk ordning alltefter det de införs i diariet.
Det finns olika typer av diarier och därmed diarienummer:
- skrivelsediarium (varje skrivelse registreras var för sig, exempel: Nummer/År (122/2010), Löpnummer:Klassificering (5043:09880)
- ärendediarium (varje ärende får ett eget nummer, ärendet kan i sig innehålla flera inkommande och utgående skrivelser, exempel: Enhet.År-Ärendenummer/Klassificering (KS.2010-213/422)
- skrivelse- och ärendediarium (Varje skrivelse registreras för sig, dessutom påförs en ärendebeteckning (-nummer) och i förekommande fall även en klassificering efter ärendetyp, exempel: Löpnummer-Ärendebeteckning/Klassificering (u10015-Hb/Eve)

Härutöver förekommer det även att registrering sker på objekt, exempelvis fastighet, person eller annan enhet.
Varje skrivelse eller ärende i ett diarium har alltså ett unikt diarie- (ärende-)nummer. För uppföljning och statistik får ärendena ibland också en anteckning om ärendets typ eller klassificering, till exempel budgetärende, anställning, upphandling, ansökan etc. De ärendetyper som används och deras beteckningar inom organisationen finns förtecknade i ett klassificeringsschema som ibland kallas diarieplan.

## Diarieföring i Sverige
Diarieföring i Sverige regleras bland annat av offentlighets- och sekretesslagen (SFS 2009:400) som trädde i kraft den 30 juni 2009 och samtidigt ersatte sekretesslagen (1980:100). Lagen berör handläggning vid registrering, utlämnande och övrig hantering av allmänna handlingar. Olika ärenden åtskiljs i diariet genom att de tilldelas diarienummer i löpande kronologisk ordning alltefter det de införs i diariet.

## Typer av diarier
De diarier som finns i Sverige är:
- Skrivelsediarium (varje skrivelse registreras var för sig, exempel: Nummer/År (122/2010), Löpnummer:Klassifcering (5043:09880))
- Ärendediarium (varje ärende får ett eget nummer, ärendet kan i sig innehålla flera inkommande- och utgående skrivelser, exempel: Enhet.År-Ärendenummer/Klassificering (KS.2010-213/422)
- Skrivelse- och ärendediarium (Varje skrivelse registreras för sig, dessutom påförs en ärendebeteckning (-nummer) och i förekommande fall även en klassificering efter ärendetyp, exempel: Löpnummer-Ärendebeteckning/Klassificering (u10015-Hb/Eve)

Dessutom förekommer registrering på objekt, exempelvis fastighet, person eller annan enhet. Varje skrivelse eller ärende i ett diarium har alltså ett unikt diarienummer (ärendenummer). För uppföljning och statistik får ärendena ibland också en anteckning om ärendets typ eller klassificering, till exempel budgetärende, anställning, upphandling, ansökan etc. De ärendetyper som används och deras beteckningar inom organisationen finns förtecknade i ett klassificeringsschema/diarieplan.